# Merkball
Merkball (auch: Zombieball) ist ein einfaches Ballspiel, bei dem sowohl Treffsicherheit als auch ein gutes Gedächtnis gefordert werden. Es kommt vor allem im Sportunterricht in Schulen oder als Aufwärmtraining in Sportvereinen zum Einsatz, da es für eine beliebige Gruppengröße und jede Altersgruppe geeignet ist. 

## Voraussetzungen
Die Anzahl der Spieler ist beliebig. Das Spielfeld hängt von der Anzahl der Spieler ab, je kleiner das Spielfeld ist, desto schneller ist das Spiel.

## Spielregeln
Die Spieler müssen sich wie beim Völkerball gegenseitig mit einem Softball (bei einer größeren Gruppe sind in der Regel mehrere Bälle im Spiel) abwerfen. Wird ein Spieler getroffen, muss er sich am Rand des Spielfelds hinsetzen und darauf achten, ob der Spieler, der ihn Getroffen hat, noch im Spiel ist. Sobald dieser wiederum von einem anderen Gegner getroffen wird, darf der Spieler wieder auf das Spielfeld und am Spiel teilnehmen. Die Bezeichnung Zombieball lässt sich darauf zurückführen, dass bereits getroffene Spieler beim Ausscheiden ihres "Mörders" wieder im Spiel aktiv sind und somit kaum jemand auf Dauer bezwungen wird.
Das Spiel ist zu Ende, wenn nur noch ein Spieler auf dem Feld ist. Dies ist erst dann der Fall, wenn nur noch zwei Spieler übrig sind und ein Spieler getroffen wird, der selbst zuvor keinen anderen Spieler vom Feld geschickt hat.

## Varianten
- Da das Spiel sehr lange dauern kann, kann auch eine feste Spielzeit vereinbart werden. Nach deren Ablauf vergleicht man Anzahl der erzielten oder erhaltenen Treffer, die während des Spiels z. B. an der Kleidung markiert wurde.
- Als zusätzliche Bedingung kann vorgegeben werden, dass ein bestimmter Körperteil zu treffen ist.